# Rubiks Mühle
Rubiks Mühle ist ein 1982 erstmals erschienenes Strategiespiel für zwei Personen. Es stellt eine Variante des 3×3-Mühlespiels auf der Oberfläche des Zauberwürfels dar.

## Beschreibung

Spielbrett 3×3-Mühle

Das „Spielbrett“ von Rubiks Mühle besteht aus einem modifizierten Zauberwürfel, der jeweils neun Vertiefungen pro Würfelseite aufweist. Als Spielfiguren erhalten beide Spielpartner je 18 Steine in Schwarz bzw. Weiß, die in die Vertiefungen passen.

Rubiks Zauberwürfel

Der Spielverlauf setzt sich wie beim Mühlespiel aus zwei Phasen zusammen. Die Phase des Setzens und die Phase des Ziehens. In der Setz-Phase stecken die Spieler jeweils abwechselnd ihre Steine in die Vertiefungen bis alle Steine gesetzt wurden. In der Zug-Phase ziehen die Spieler jeweils abwechselnd einen Stein in ein angrenzendes Feld auf einer Würfelseite oder sie drehen eine Ebene des Zauberwürfels um 90° und bewegen so die Spielsteine auf eine andere Würfelseite.
Sollte ein Spieler durch Setzen, Ziehen oder Drehen drei eigene Steine in eine Reihe oder Diagonale gebracht haben („Mühle“), so darf er einen Stein des Gegners schlagen, sofern sich dieser nicht selbst in einer Mühle befindet. Sollten durch Drehen mehrere eigene Mühlen entstehen, darf trotzdem nur ein einziger Stein geschlagen werden. Durch gegnerisches Drehen entstandene eigene Mühlen erzeugen keinen Schlaganspruch. Wenn einer der beiden Spieler nur noch drei Steine besitzt, so kann er in seinem Zug den Stein frei auf dem Würfel platzieren („springen“). Der Spieler, der als Erster nur noch zwei Steine besitzt, hat verloren.